# Entscheidungsirrelevante Kosten
Entscheidungsirrelevante Kosten sind eine  betriebswirtschaftliche Kostenkategorie. Man versteht darunter diejenigen Kosten, die durch die Realisierung einer Handlungsalternative nicht beeinflusst werden. 
Entscheidungsirrelevante Kosten lassen sich nicht absolut definieren, sondern sind durch den jeweiligen Entscheidungskontext bestimmt. Beispielsweise ist bei der Entscheidung eine bestimmte Strecke alternativ mit dem Auto oder der Bahn zurückzulegen nicht der volle Kostensatz für das Auto zu berücksichtigen, sondern lediglich Kosten für den verbrauchten Kraftstoff sowie ggf. einen anteiligen Verschleiß. Kosten für die Abschreibung, die Versicherung oder Kfz-Steuern fallen unabhängig von der Entscheidung an und sind damit entscheidungsirrelevant. 
Eine spezielle Unterkategorie der entscheidungsirrelevanten Kosten stellen die versunkenen Kosten (sunk costs) dar. Dabei handelt es sich um Kosten, die in vergangenen Perioden zu Auszahlungen geführt haben und damit für die allermeisten Entscheidungssituationen keine Relevanz besitzen.
Den Gegensatz zu entscheidungsirrelevanten Kosten stellen die Entscheidungsrelevanten Kosten dar.